# Matthew Lowton
Matthew John Lowton (9 de juny de 1989) és un futbolista professional anglès que juga de lateral dret pel Burnley FC.